# Liste der Kulturgüter in Weesen
Die Liste der Kulturgüter in Weesen enthält alle Objekte in der Gemeinde Weesen im Kanton St. Gallen, die gemäss der Haager Konvention zum Schutz von Kulturgut bei bewaffneten Konflikten, dem Bundesgesetz vom 20. Juni 2014 über den Schutz der Kulturgüter bei bewaffneten Konflikten sowie der Verordnung vom 29. Oktober 2014 über den Schutz der Kulturgüter bei bewaffneten Konflikten unter Schutz stehen.
Objekte der Kategorien A und B sind vollständig in der Liste enthalten, Objekte der Kategorie C fehlen zurzeit (Stand: 1. Januar 2023).

## Kulturgüter
| Foto | | Objekt                                                                                           | Kat. | Typ | Standort                                            | Beschreibung |
| ---- | --- | ------------------------------------------------------------------------------------------------ | ---- | --- | --------------------------------------------------- | ------------ |
| BW   | Datei hochladen · Wikidata zu Altweesen, spätrömisches Kastell / mittelalterliche Wüstung (Q29524085)                        | Altweesen, spätrömisches Kastell / mittelalterliche Wüstung KGS-Nr.: 09656                       | A    | F   | Bahnhofstrasse / Ziegelbrückstrasse 725480 / 221515 |              |
| BW   | Datei hochladen · Wikidata zu Weesen, frühmittelalterliche-neuzeitliche kath. Pfarrkirche St. Martin Autis, Fly (Q135668352) | Weesen, frühmittelalterliche-neuzeitliche kath. Pfarrkirche St. Martin Autis, Fly KGS-Nr.: 01065 | B    | F   | Hofstrasse 726278 / 221876                          |              |
| BW   | Datei hochladen · Wikidata zu Kapfenberg, mittelalterliche Burgstelle (Q135668411)                                           | Kapfenberg, mittelalterliche Burgstelle KGS-Nr.: 01234                                           | B    | F   | Kapfenberg 726060 / 222034                          |              |
| BW   | Datei hochladen · Wikidata zu Dominikanerinnenkloster Maria Zuflucht (Ende 17. Jh.) mit Klosterarchiv (Q24934934)            | Dominikanerinnenkloster Maria Zuflucht KGS-Nr.: 08408                                            | B    | G   | Im Städtli 29 / Kruggasse 1 725760 / 221820         |              |
| ja   | Datei hochladen · Wikidata zu Katholische Bühlkirche Heilig Kreuz mit Kaplanei (Q29786988)                                   | Katholische Bühlkirche Heilig Kreuz mit Kaplanei KGS-Nr.: 08409                                  | B    | G   | Büelstrasse 218.1 725590 / 221680                   |              |
| BW   | Datei hochladen · Wikidata zu Villa Kurfürst (Q29786989)                                                                     | Villa Kurfürst KGS-Nr.: 14095                                                                    | B    | G   | Hauptstrasse 10 725690 / 221611                     |              |
| ja   | Datei hochladen · Wikidata zu Reformierte Bühlkirche (Zwinglikirche) (Q244841)                                               | Reformierte Bühlkirche KGS-Nr.: 14096                                                            | B    | G   | Büelstrasse 8 725540 / 221697                       |              |